# Chrysopa nigrescens
Chrysopa nigrescens is een insect uit de familie van de gaasvliegen (Chrysopidae), die tot de orde netvleugeligen (Neuroptera) behoort. 
Chrysopa nigrescens is voor het eerst wetenschappelijk beschreven door Hölzel & Ohm in 1986.